# 3G Capital
3G Capital è una società d'investimenti brasiliana fondata nel 2004 dal miliardario Jorge Paulo Lemann sostenuto dai finanzieri Carlos Alberto Sicupira e Marcel Telles. Il fondo, guidato da Alex Behring e Daniel Schwartz, è specializzato in fusioni e acquisizioni nel settore agroalimentare.
Si è distinto in particolare nelle operazioni legate a Anheuser-Busch InBev, Restaurant Brands International, Burger King, Tim Hortons, Firehouse Subs, Popeyes Louisiana Kitchen, Hunter Douglas, Kraft Heinz spesso con la partenship di Berkshire Hathaway.
Nel settembre 2010, Burger King viene acquistato da 3G Capital per la somma di quattro miliardi di dollari. Sotto la nuova direzione, Burger King ha rinnovato il menu e introdotto innovative strategie di marketing.
Il 14 febbraio 2013, il conglomerato americano Berkshire Hathaway acquisisce la metà del capitale di Heinz. Nel marzo 2015, Kraft Foods e Heinz annunciano la loro fusione in una nuova entità, Kraft Heinz, il 49% è degli azionisti di Kraft Foods. La fusione avviene in concomitanza con un dividendo straordinario di 10 miliardi di dollari pagato dagli azionisti di Heinz Berkshire Hathaway, posseduta al 51% dagli azionisti di Heinz.
Il 5 maggio 2025 esce la notizia che la società di investimento 3G Capital compra le scarpe Skechers per 9,4 miliardi di dollari.